# Rain (MAN WITH A MISSIONの曲)
『Rain』（レイン）は、MAN WITH A MISSIONの楽曲。2022年5月25日にSony Music Records（Sony Music Labels）から7枚目のフル・アルバム『Break and Cross the Walls II』の収録曲として発売された。

## 概要
- 本曲は、東宝配給映画『劇場版ラジエーションハウス』のインスパイアソングである[1][2]。
  - 同映画は、フジテレビ系月9ドラマ『ラジエーションハウス〜放射線科の診断レポート〜』及び『ラジエーションハウスII〜放射線科の診断レポート〜』の映画化作品であり、自身はドラマシリーズの主題歌「Remember Me」[4][5]及び劇場版主題歌「More Than Words」を提供している[6]。
  - 本曲は、作詞・作曲を務めたベースのKamikaze Boyが、同映画に登場する、山崎育三郎演じる高橋圭介と若月佑美演じる高橋夏希の高橋夫婦[2]のやりとりに感銘を受け、書き下ろされたバラード曲となっている[1]。
  - 主題歌とは別にインスパイアソングを制作した事に対して、Kamikaze Boyは「『劇場版ラジエーションハウス』ノ脚本ヲ全テ読マセテ頂イタ後、ナゼカスグニコノ楽曲ノメロディーガ頭ノ中ニ流レテ来マシタ。悩ンダノデスガ、セッカクナノデ勿体無イト思イ、主題歌トハ別ニ、ソコデ浮カンダメロディーカラ改メテ楽曲ヲ作リ完成シタノガ、コノ『Rain』デス」と楽曲を制作した経緯を明かしている[1]。
  - また、同映画主題歌の「More Than Words」は疾走感と爽やかさを感じさせる楽曲となっているが、本曲は一転して壮大なバラード曲となっている[2]。
- 2022年5月20日に本曲のミュージック・ビデオが公開された[7][8]。
  - 同MVでは、本曲のタイトルでもあり劇中で重要な意味を持つ"雨"のシーンを中心に、映画とコラボレーションした映像となっている[8]。
- 同年5月25日、自身の7thアルバム『Break and Cross the Walls II』の収録曲として発売された[3]。
- アルバム発売後に行われた全国ツアーではアリーナ公演でのみ披露された。

## クレジット

### 作詞・作曲・編曲
- 作詞・作曲：Kamikaze Boy
- 編曲：MAN WITH A MISSION, 大島こうすけ

## タイアップ
- 東宝配給映画『劇場版ラジエーションハウス』インスパイアソング[1]

## 収録作品

### アルバム
- 7thアルバム『Break and Cross the Walls II』